# Försjön (Tranås socken, Småland)
Försjön är en sjö i Tranås kommun och Ydre kommun i Småland och ingår i Motala ströms huvudavrinningsområde. Sjön har en area på 0,126 kvadratkilometer och ligger 226,9 meter över havet. Sjön avvattnas av vattendraget Försjöbäcken.

## Delavrinningsområde
Försjön ingår i det delavrinningsområde (642800-144931) som SMHI kallar för Mynnar i Säbysjön. Avrinningsområdets medelhöjd är 247 meter över havet och ytan är 13,79 kvadratkilometer. Det finns inga delavrinningsområden uppströms utan avrinningsområdet är högsta punkten. Försjöbäcken som avvattnar avrinningsområdet har biflödesordning 3, vilket innebär att vattnet flödar genom totalt 3 vattendrag innan det når havet efter 174 kilometer. Delavrinningsområdet består mestadels av skog (71 procent) och jordbruk (14 procent). Avrinningsområdet har 0,12 kvadratkilometer vattenytor vilket ger det en sjöprocent på 0,9 procent.